# Birgitta Lundquist
Astri Birgitta Lundquist, född 1 oktober 1925 i Kungsholms församling i Stockholm, död 4 april 2006 i Norrtälje-Malsta församling i Stockholms län, var en svensk bildkonstnär från Roslagen medlem i Konstnärernas Riksorganisation KRO och Svenska Konstnärinnor. Hon var sekreterare i Roslagens konstnärsgille från 1964.
Efter studier vid Otte Skölds målarskola och Pernbys målarskola i Stockholm och Paris hade Birgitta Lundquist flera utställningar i Sverige. Vid sidan av sitt eget konstnärskap ledde hon under flera år Medborgarskolans kurser i olja och kroki. År 1982 mottog Birgitta Lundquist Norrtälje Kommuns Kulturstipendium. 
Inspiration hämtade Birgitta Lundquist mestadels från naturen och skärgården. Förutom Roslagen har hon målat vid västkusten, Skagen i Danmark, Lofoten i Norge och den åländska skärgården. I sitt måleri använde Birgitta Lundquist sig av tekniker som teckning, olja, oljepasteller och lavering.
Hon finns representerad i Stockholms läns landsting, Norrtälje kommun, Landskapet Åland, Karlskoga Kommun, Swedbank, Folkets Husföreningar m.fl. men också i form av offentliga utsmyckningar.
Birgitta Lundquist var från 1951 gift med Sture Lundquist som var visdiktare, vissångare och bildkonstnär. 

## Utställningar i urval
- 1964 – Debututställning på Upplandsbanken, Norrtälje
- 1965 - Mariehamns Konsthall
- 1966 – Separatutställning, Ålands konstmuseum
- 1970 – Utställning på Liljevalchs konsthall i Stockholm av föreningen Svenska konstnärinnor
- 1970 – Utställning i Åbo konsthall med Roslagens konstnärsgille
- 1971 – Separatutställning, Stadsbiblioteket, Norrtälje
- 1973 – Separatutställning på Norrtälje stadsbibliotek "Roslagen och Åland"
- 1972 – Utställning i Roslagsskolan, Norrtälje
- 1975 – Utställning på Salong Pigalle, Norrköping
- 1976 – Separatutställning i stationshuset, Norrtälje
- 1977 – Vårsalongen på Liljevalchs
- 1978 – Samlingsutställning med Roslagens konstnärsgille i Ålands konstmuseum
- 1978 – Separatutställning "Från kust till kust" på Galleri Sjötullen i Norrtälje
- 1982 – Separatutställning, Galerie Origo, Stockholm
- 1984 – Utställning Joar Blå, Enköpings Konstförening
- 1984 – Utställning, Roslagens Konsthandel
- 1985 – Separatutställning, Galleri Joker, Gamla Rådhuset i Norrtälje
- 1990 – Separatutställning, Galerie Origo, Stockholm
- 1993 – Utställning, Galleri Diana-Huset, Norrtälje
- 1995 – Separatutställning, Norrtälje Konsthall